# Kalpak

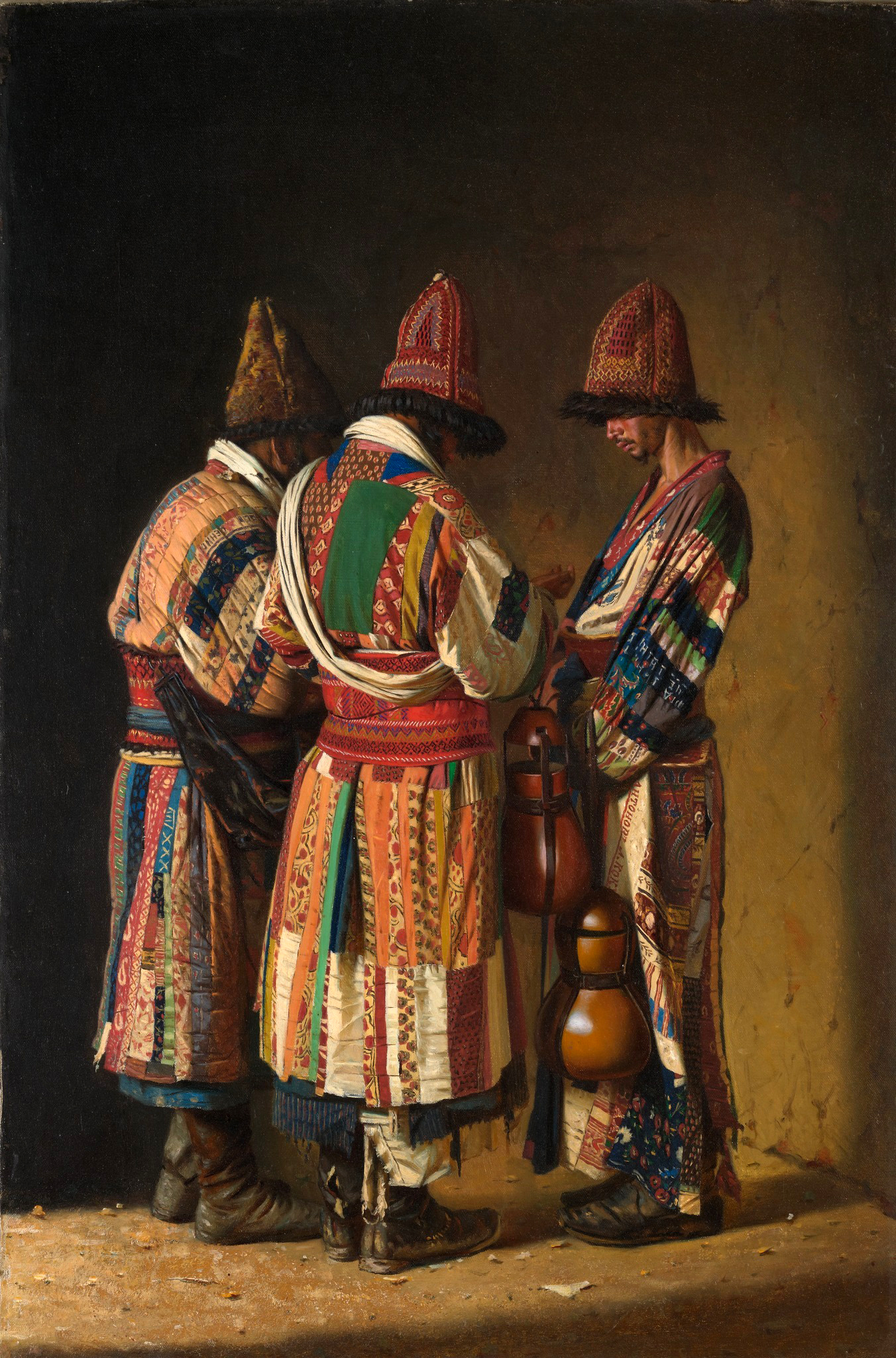
Derwische im Festtagsschmuck, von Wassili Wereschtschagin, (1869/70)

Der Kalpak, auch Calpac, Kolpak oder Kolpag, (nach prototürkisch *kalbuk „hohe Kopfbedeckung“, türkisch kalpak „(Pelz-)Mütze“; weiterhin kasachisch und kirgisisch kalpak oder qalpaq, jakutisch xalpaq) ist eine hohe, zuweilen spitze, kegelstumpfförmige oder zylindrische Mütze hauptsächlich aus Fell und/oder Filz für Männer, die von Zentralasien über den Kaukasus und die Türkei, bis zum Balkan getragen wird. Aus dem Kalpak entwickelte sich der Kolpak, eine militärische Kopfbedeckung der leichten Kavallerie, besonders der Husaren, oder der leichten Artillerie.

## Bezeichnungen
Das türkische Wort wurde in eine ganze Reihe von Sprachen übernommen: rumänisch calpac, bulgarisch und serbisch kalpak (калпак) bedeuten „Pelzmütze“. Über polnisch kołpak, „hohe Pelzmütze“, kam das Wort bereits im 17. Jahrhundert nach Deutschland. So war der Kolpack in Danzig eine Art Frauenhaube. Im Russischen bezeichnet kolpak (колпак) die Schlafmütze. Der zylindrische Kolpik aus braunem Fell mancher chassidischen Rabbiner (ähnlich dem Schtreimel, nur deutlich höher) hat dieselbe Namensherkunft.
In mehreren westslawischen Sprachen ist das mit kalpak verwandte Wort klobuk die allgemeine Bezeichnung für „Hut“, so im Slowakischen und Slowenischen; auch klobouk im Tschechischen, kłobuk im polnischen Schlesisch, Klobyk im Niedersorbischen und Klobuk im Kaschubischen. Im Russischen bezeichnet Klobuk (Клобук) hingegen nur die Kopfbedeckung orthodoxer Geistlicher.
Während die russisch-kaukasische „Kosaken-“ oder „Tatarenmütze“, die Papacha, größtenteils aus Lammfell gefertigt wird, kann der Kalpak aus verschiedensten Fellsorten und/oder Filz bestehen und weist zusätzlich oft Teile aus Leder und Tuch auf. Dennoch gibt es begriffliche Überschneidungen. So wurden die hohen Kopfbedeckungen aus Persianerfell, der kostbarsten Lammfellsorte, die im Osmanischen Reich und der nachfolgenden Türkei beliebt waren, durchgängig als Kalpak bezeichnet; ebenso die Karakulschaffellmützen, die in Griechenland und auf dem Balkan im 19. Jahrhundert von Adeligen und orthodoxen Geistlichen getragen wurden.
Die sehr ähnliche „Kubanka“, eine zylindrische militärische Kopfbedeckung in der Roten Armee und in den Russischen Streitkräften mit einer flachen Filzabdeckung, wird hingegen gewöhnlich den Papachas zugerechnet. Die turksprachigen Ethnien der Karakalpaken, Karapapachen und Schwarzen Klobuken sind gleichermaßen nach ihrer typischen Kopfbedeckung benannt: „Schwarzmützen“.

## Formen, Geschichte
Ebenso vielgestaltig sind die Formen der Kalpaks. Im Winter werden dickere, wärmendere Exemplare getragen, im Sommer leichtere, deren Krempe oder Ohrenklappen als Sonnenschutz nach oben geklappt werden können. Die Stulpe ist vorne zuweilen geschlitzt, so dass sie zwei vorstehende Spitzen bildet. Generell herrschen in Zentralasien eher spitze, kegelige Kalpaks vor, in der Türkei hohe kegelstumpfförmige oder zylindrische. Beiden Formen ist gemein, dass man sie flach zusammenlegen kann, wenn sie nicht getragen werden.

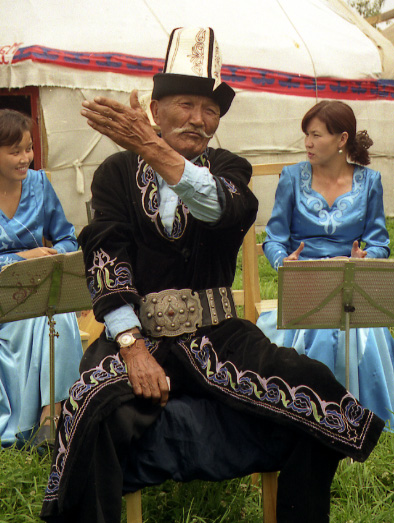
Ein Manaschi, ein kirgisischer Erzähler des Nationalepos Manas, mit regionaltypischer Kalpak
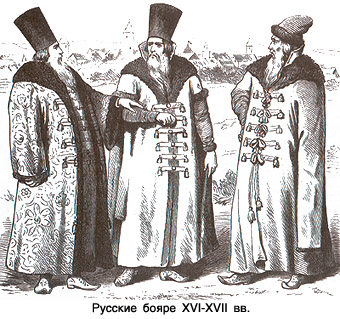
Russische Bojaren (16. – 17. Jahrhundert)
Wappen von Heidenheim an der Brenz, mit Heidenkopf
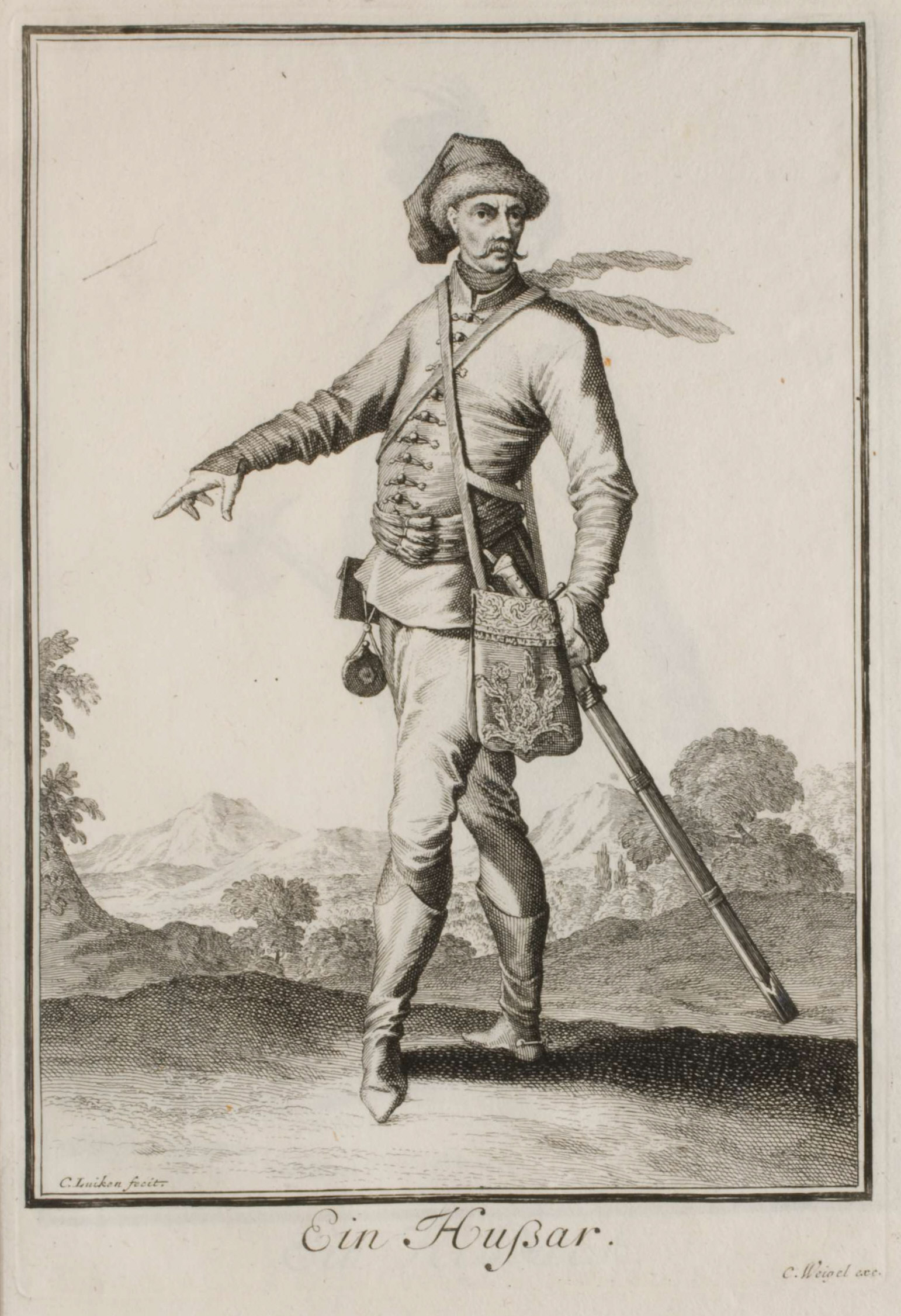
Ein einfacher ungarischer Husar (1703) mit pelzverbrämter Zipfelmütze
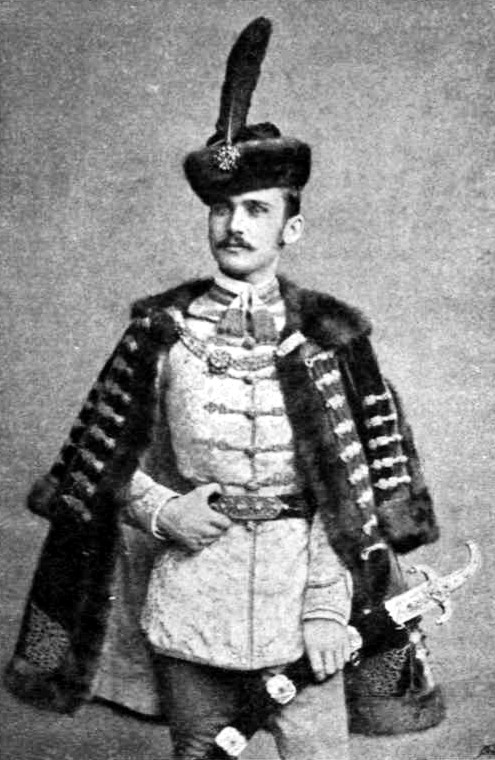
Ungarischer Adeliger (Graf Elemér Lónyay) (um 1900) mit federgeschmücktem Pelzhut
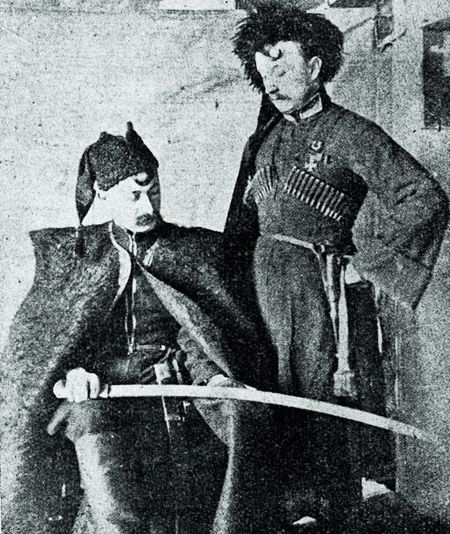
Nachkommen von Hajdamaken (1916), rechts mit Tschocha und Papacha, links mit Burka und einer, der ursprünglichen Husarenmütze sehr ähnlichen, Mütze
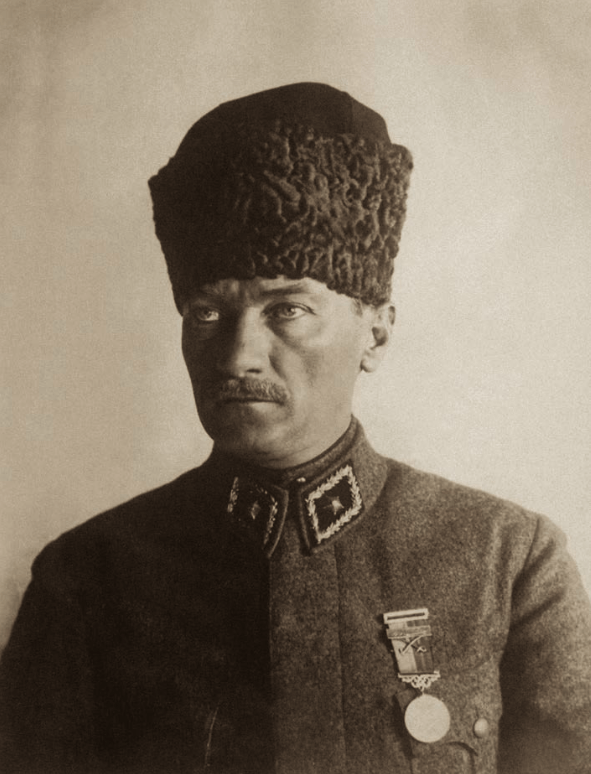
Mustafa Kemal Atatürk mit einem Kalpak aus Persianerfell

Schon bei den „Bojarenmützen“ aus Zobel-, Nerz- und anderen Wildtierpelzen
im Zarentum Russland oder in Polen-Litauen, finden sich eher hohe, steife, zylindrische Hüte, neben weichen mützenartigen Formen. Letztere fanden über die Ungarische Heraldik seit dem 16. Jahrhundert, unter der Bezeichnung Heidenhut (auch tatarische, ungarische oder albanische Mütze genannt), als gemeine Figur Eingang in die mitteleuropäische Heraldik.
In der Hussaria, der schweren polnischen Reiterei des 16. und 17. Jahrhunderts, waren ebenfalls verschiedenste Pelzmützen üblich, aber meist Bärenfellmützen mit hängenden Flügeln, oder hohe Kalpaks mit Federbusch. Aus diesen entwickelte sich im 18. und 19. Jahrhundert die eigentliche Husarenmütze (Kolpak) aus Robben- und Otterfell mit überhängendem Tuchbeutel.
Charakteristisch für die (Derwische) der Mevlevis, einer der zahlreichen Schulen im Sufismus, einer mystischen Strömung im Islam, ist der sehr hohe Kalpak aus Filz. Ihr Zentrum und Ursprung liegt in Konya in der Türkei. Aber auch andere Schulen sind an ihren typischen Kopfbedeckungen zu erkennen.
Ende des 19., Anfang des 20. Jahrhunderts wurde der Kalpak Bestandteil der Uniform bestimmter Einheiten in der osmanischen Armee. Der Kalpak (besonders aus Persianerfell) wurde aber nicht nur von hohen Offizieren getragen, sondern auch in der zivilen Oberschicht, zunächst auch unter reformwilligen Politikern (Jungtürken) und um Mustafa Kemal Atatürk. 1925 ließ dieser den Kalpak jedoch, zusammen mit anderen traditionellen Kopfbedeckungen, durch das Hutgesetz verbieten, da er ihn als einen Ausdruck einer rückwärtsgewandten, überholten Geisteshaltung ansah. Seither ist der Kalpak in allen Bevölkerungsschichten nahezu verschwunden.